# Myrmecia brevinoda
Espèce
Synonymes
- Myrmecia decipians
- Myrmecia forficata eudoxia
- Myrmecia longinodis
- Myrmecia pyriformis gigas

Myrmecia brevinoda est une espèce de fourmi originaire d'Australie. Les plus fortes populations de cette fourmi géante se trouvent dans l'est du pays.
L'espèce a été décrite pour la première fois en 1910 par l'entomologiste suisse Auguste Forel (1848-1931).

## Nom vernaculaire et classement
Du fait de son agressivité, cet insecte social est aussi connu sous le nom vernaculaire de « fourmi bouledogue ».
La fourmi bouledogue appartient au genre Myrmecia, à la sous-famille Myrmeciinae.
La plupart des ancêtres des fourmis du genre Myrmecia n'ont été retrouvés que dans des fossiles, à l’exception de Nothomyrmecia macrops, seul parent vivant actuellement.

## Biologie
La taille des ouvrières de l'espèce Myrmecia brevinoda peut varier de 13 à 20 mm de long ; les reines peuvent atteindre 26 mm de long. Myrmecia brevinoda est généralement de couleur brune tirant vers le noir avec un abdomen noir. Son corps est couvert de poils épars, très fins et courts, de couleur jaune,.

## Source de la traduction
- (en) Cet article est partiellement ou en totalité issu de l’article de Wikipédia en anglais intitulé « Myrmecia brevinoda » (voir la liste des auteurs).